# Korpusni general (Italija)
Korpusni general (izvirno italijansko Generale di corpo d'armata; dobesedno General korpusa armade) je višji vojaški čin, katerega uporablja Italijanska kopenska vojska, Korpus karabinjerjev in Italijansko vojno letalstvo, prav tako pa ga uporablja tudi Finančna straža (Guardia di Finanza). V skladu z Natovim standardom STANAG 2116 čin nosi oznako OF-8 in je trozvezdni čin. Čin je nadrejen činu divizijskega generala in podrejen činu korpusnega generala s posebnimi zadolžitvami.
Korpusni general je (bil) enakovreden činu oz. položaju:
- admirala eskadre (ammiraglio di squadra) Italijanske vojne mornarice (Marina Militare);
- generalnega direktorja stopnje B Državne policije (Polizia di Stato);
- generalnega direktorja stopnje B Državnega gozdnega korpusa (Corpo Forestale dello Stato).

## Oznake
- Oznaka čina korpusnega generala kopenske vojske
- Oznaka čina korpusnega generala vojnega letalstva
- Oznaka čina korpusnega generala karabinjerjev
- Oznaka čina korpusnega generala finančne straže